# Кумарини

Структура кумарину

Кумари́ни — природні сполуки, в основі яких лежить бензо-альфа-пірон (лактон цис-орто-оксикоричної кислоти).

## Класифікація
- Кумарини, дигідрокумарини та їхні глікозиди: кумарин, дигідрокумарин, мелілотозид;
- Гідрокси-, метокси- і метилендигідроксикумарини:
  - з гідроксильними або алкоксильними групами в бензольному кільці: умбеліферон, ескулетин;
  - з гідроксильними або алкоксильними групами в пірановому кільці: феруленол;
- Фурокумарини:
  - похідні псоралену (фуранове ядро сконденсоване з кумарином у 6,7-положенні): псорален, ксантотоксин, бергаптен;
  - похідні ангеліцину (фуранове ядро сконденсовано з кумарином у 7,8-положенні): ангеліцин.
- Піранокумарини: дигідроксамідин, віснадин;
- 3,4-бензокумарини: еллагова кислота;
- Кумарини, які вміщують систему бензофурану, сконденсованого з кумарином у 3,4-положенні: куместрол.